# شو لاي (ممثلة)
شو لاي (1909 - 4 أبريل 1973) ممثلة صينية عميلة سرية خلال الحرب العالمية الثانية. عرفت سابقًا باسم شو شياومي وأيضًا باسم شو جيه فنغ. ولدت في شنغهاي. وممثلة سينمائية شهيرة في السنوات الأولى من جمهورية الصين، وتوقفت عن التمثيل بعد انتحار النجم الكبير روان لينغ يو في عام 1935.

## نشأتها
ولدت شو شياومي (徐 小妹) في شنغهاي عام 1909 في منزل أجداده شاوشينغ، تشجيانغ. وُلدت في أسرة مكونة من رجال أعمال عاديين في شنغهاي، وكان أبي يدير متجرًا في مدينة نانشي القديمة. لكن الفقر في الأسرة، اضطرها للعمل كعاملة في مصنع البيض. عندما كانت في المدرسة الابتدائية، كانت مولعة بالغناء والرقص. حتى في سن 18 (1927)، التحقت بمدرسة الأغاني والرقص الصينية التي أسسها لي جينهوي. في عام 1928، أسست لي جينهوي فرقة الأغاني والرقص الصينية، وأصبحت ممثلة في فرقة الأغاني والرقص.

## حياتها المهنية
في عام 1929، تزوج من لي جينهوي. كان تشو جيان يون، أحد رؤساء شركة أفلام النجوم، خياليًا. في عام 1933، تم التعاقد مع شو لاي للانضمام إلى شركة النجوم. وقد صور على التوالي "Huashan Yanshi"، و "Lu Liu Wall Flower"، و "To the Northwest" وغيرها من الأفلام، والمعروفة باسم "Beauty Beauty Beauty".
في عام 1933، لعبت شو لاى دور البطولة في الفيلم الصامت "The Remnant Spring"، لذلك أصبح الفيلم مشهورًا. في عام 1935، انتقدت "Shadowing" Yan Lingyu. جلبت هذه الحادثة حماسها الكبير. تنهدت ذات مرة: «فنانة لها مناصب عليا، نهايتها تشبه هذا، فهي ليست سعيدة لفيلم الفيلم مرة أخرى!» لذلك بعد أن خرجت من الفيلم في فيلم«فتاة القارب»، تركت الفيلم. بعد ذلك، من خلال تقديم دو Yuexi ، التقت الجنرال تانغ Shengming الحزب الوطني، وسرعان ما طلق لى Jinhui.
فيلم "Shipboard Girl" لعام 1935، هو ممثل آخر لشو لاي، وقد أخرجه المخرج شين شيو بناءً على ما رآه وسمعه في البحيرة الغربية، وقد لعبت دور «لينغ» في الفيلم. في مكانه، كان الفيلم موضع ترحيب حار من قبل الرأي العام والجمهور.

## روابط خارجية
- شو لاي على موقع IMDb (الإنجليزية)
- شو لاي على موقع ميوزك برينز (الإنجليزية)